# رضاآباد رضاويس (مقاطعة دلفان)
رضاآباد رضاويس (بالفارسية: رضاآباد رضاویس) هي قرية تقع في قسم ميربغ الجنوبي الريفي (مقاطعة دلفان) في إيران. يقدر عدد سكانها بـ 180 نسمة .